# M67火焰噴射戰車
M67火焰噴射戰車（英語：M67 Flame Thrower Tank，或稱M67「Zippo」）是美國的火焰噴射戰車，曾在越南戰爭期間被美國海軍陸戰隊和美國陸軍使用，這也是美軍史上最後一款火焰噴射戰車。

## 歷史
隨著韓戰爆發，美國海軍陸戰隊迫切需要新型的火焰噴射戰車，以取代M4雪曼戰車為底盤的M42B1和M42B3，因資金有限，海軍陸戰隊和陸軍達成非正式協議。1953年，美國陸軍化學兵團以M48巴頓戰車底盤進行設計，1955年開始量產，總共生產了109輛M67戰車。
最早投入作戰的M67戰車是海軍陸戰隊第7團所屬的三輛M67戰車參與1965年星光行動。1968年順化戰役期間，首批進入市區的裝甲部隊是海軍陸戰隊第3戰車營的兩輛M67戰車及兩輛M48戰車。
美國陸軍在1962年接收35輛M67A1，但使用率不高，其中有一個排駐紮在諾克斯堡用於示範。1970年3月，M67A1從陸軍退役，被較便宜且更輕的M132裝甲車取代。
M67戰車是美軍最後一款火焰噴射戰車，一直在海軍陸戰隊服役直到1974年退役。目前世界上僅存的兩輛M67火焰噴射戰車分別保存於倫納德伍德堡和班寧堡。

## 設計
M67戰車的乘員為三人，分別是車長、砲手和駕駛員。火焰噴射器裝有偽裝外殼以增粗來模仿戰車砲管，點燃方式是使用砲管外殼前端的兩個電火花點火器，火焰噴射器也有啟動系統，由未增稠的汽油提供動力，以在低溫條件下啟動火焰噴射器，另外還有二氧化碳系統，用於火焰噴射器關閉後熄滅外殼中剩餘的火焰混合物。
M67戰車的有效射程約100公尺，噴嘴直徑為22毫米的情況下能連續噴射55秒，噴嘴直徑為19毫米時能連續噴射61秒。M67戰車行動時通常會跟隨兩輛卡車，其中一輛負責運送並補給凝固汽油彈，另一輛負責為壓縮空氣系統充電。

## 型號

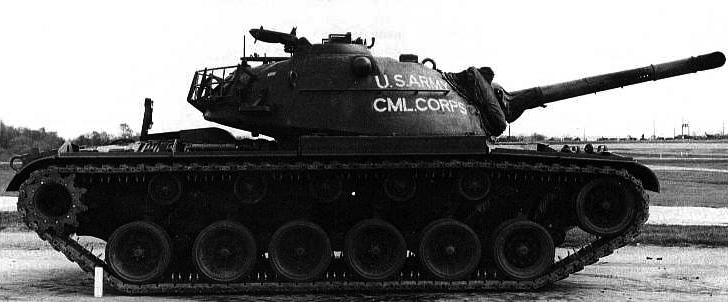
1953年，阿伯丁試驗場的T67戰車。

1966年，海軍陸戰隊第3師在越南作戰的M67戰車。

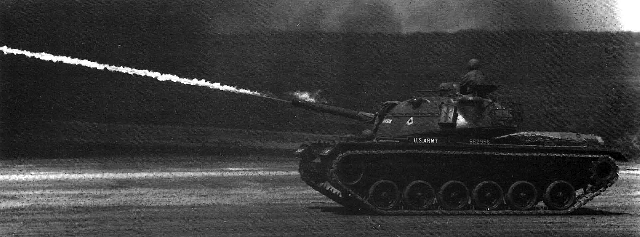
1961年，諾克斯堡的M67A1戰車。

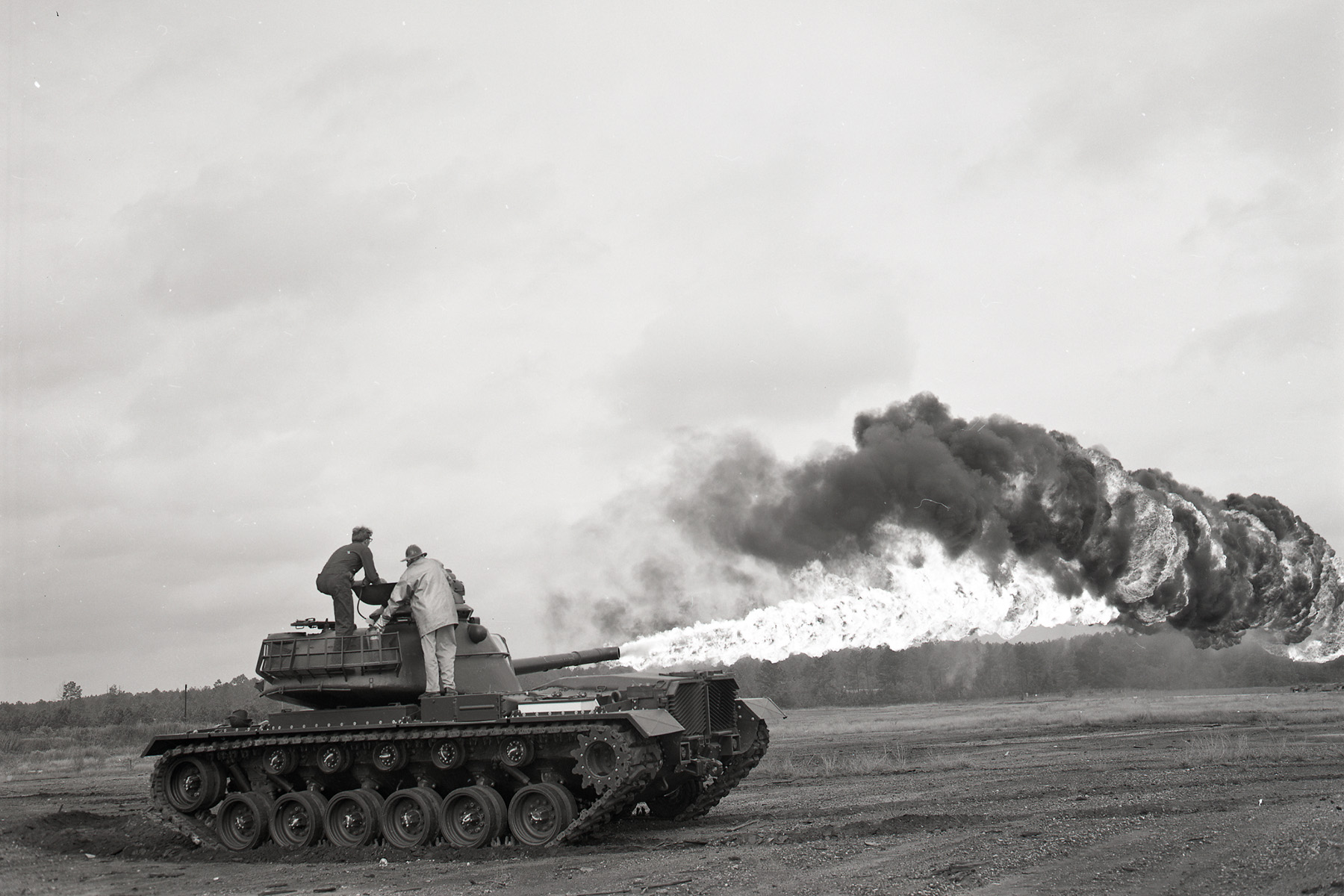
M67A2戰車在安尼斯頓陸軍倉庫測試。

- T67

測試用型號。
- M67

最先投入使用的型號。
- M67A1

由M48A2戰車和M1火焰噴射砲塔改裝而成，美國陸軍的使用型號。
- M67A2

由M48A3戰車和M1火焰噴射砲塔改裝而成，海軍陸戰隊的升級型號。